# Planeta dinosaurů (2011)
Planeta dinosaurů (v anglickém originále Planet Dinosaur) je britský trikový pseudo-dokument o životě neptačích druhohorních dinosaurů. Jedná se o šestidílný dokument z dílny BBC, v originále namluvený Johnem Hurtem. Dokument stojí na počítačových animacích, které umožnily představit svět dinosaurů v moderní podobě. Dokument byl poprvé vysílán dne 14. září 2011 a konkuroval tak zhruba ve stejné době vysílanému americkému dokumentu Dinosaur Revolution na Discovery Channel. 

## Díly
1. Ztracený svět (Lost World) – O dinosaurech z počátku rané křídy, kteří žili v severní Africe. Zabývá se hlavně Carcharodontosaurem a Spinosaurem.
2. Opeření draci (Feathered Dragons) – Díl o dinosaurech, kteří byli příbuzní s ptáky. Všichni dinosauři z tohoto dílu byli nalezeni v Asii.
3. Poslední zabijáci (Last Killers) – Díl o predátorech, včetně Daspletosaura, Troodona a Majungasaura, a také o rohatých dinosaurech. Díl se odehrává v období svrchní Křídy.
4. Boj o život (Fight for Life) – Díl o soubojích na život a na smrt ve svrchní Juře.
5. Noví obři (New Giants) – Díl o těch největších sauropodních dinosaurech a některých velkých predátorech. Díl se odehrává v období Křídy.
6. Změň se nebo zahyň (The Great Survivors) – Díl o zvláštním přizpůsobení některých druhů dinosaurů, žijících ve svrchní křídě.

V dokumentu se objevuje na 50 různých druhů dinosaurů a dalších pravěkých živočichů, kteří byli vytvořeni počítačovou animací. Také prostředí, ve kterém se zvířata pohybují, je dílem počítačových animátorů.

### Ztracený svět (Lost World)
V této epizodě je v severní Africe před 95 miliony let zobrazován Spinosaurus, jako 17 m predátor s hmotností 11 tun jak loví obří ryby rodu Onchopristis. Dalším velkým predátorem byl Carcharodonotsaurus s délkou 13 m a hmotností 7 tun. Býložravými dinosaury tu byli Ouranosauři s délkou 7 m a hmotností 3 tuny. Spinosaurus je v této první epizodě nucen bojovat se Carcharodontosaurem při boji o mrtvého Ouranosaura a také zemře na kousnutí do plachty. V této epizodě se také objeví abeelisaurid Rugops, který požírá zbytky Onchopristů.  

### Opeření draci (Feathered Dragons)
Tato epizoda zobrazuje dinosaury s peřím. Nejprve se zde objeví Epidexipteryx, který je zde loven Sinraptorem. Dále se tu objeví Gigantoraptor, jak zabíjí troodonta Sauronithoidese. Dalšími opeřenými dinosaury byli Microraptor a Sinornithosaurus. Sinornithosaurus je zde vyobrazen jak loví Jeholosaura.  

### Poslední zabijáci (Last Killers)
Díl o tyrannosauridech, troodontech a abelisauridech. Daspletosaurus zde loví Chasmosaura a samice Majungasaura zabije cizího samce Majungasaura. Troodon loví Edmontosaura. V závěru této epizody smečka daspletosaurů loví centrosaury, kteří zahynou při povodních na přechodu řeky. 

### Boj o život (Fight for Life)
V této epizodě jsou vyobrazováni predátoři v jurské době Allosaurus a Predator X (Kronosaurus). Predator X je zde popsán jako 15 m masožravec s hmotností 45 tun, jak se pokouší ulovit kimmerosaura. Allosaurus je zde popsán jako 9 m masožravec s hmotností 1,5 tuny, který se pokoušel zpočátku zabít mladého stegosaura. 

### Noví obři (New Giants)
Epizoda o obřích dinosaurech, nejprve Argentinosaurus s délkou 35 m a hmotností 75 tun. Objevuje se zde abelisaurid Skorpovienator, který zde požírá mláďata Argentinosaurů. Objeví se zde také Mapusaurus, v tomto díle je 10 m dlouhý a vážící 4 tuny. Dalším dinosaurem je africký Paralititan s hmotností 45 tun, zde se objevuje 12m a osmitunový krokodýl Sarcosuchus, který napadne mladého Paralititana; později se do boje připojí Carcharodontosaurus. V Argentině vypukne lov Argentinosaura pod vedením Mapusauřího gangu, jeden Mapusaurus je však v této štvanici zabit Argentinosaurem. Zraněný Argentinosaurus podlehne a umře a začnou na něm hodovat mrchožrouti.

### Změň se nebo zahyň (The Great Survivors)
Poslední epizoda o dinosaurech a jejich zániku. Nejprve rumunský ostrov Hateg před 65 miliony let. Jsou zde Magyarosauři, velcí jako poníci s hmotností jedné tuny. Je zde teropod Bradycneme a ptakoještěr Hatzegopteryx. Dále Mexiko před 92 miliony let, středně velký Nanotyrannus ? a therizinosaurid Nothronychus. A nakonec Mongolsko před 85 miliony let, Gigantoraptor, Alectrosaurus a oviraptoridní dinosaurus menší velikosti. 

## Chyby a nedostatků v dokumentů
Navzdory snaze přiblížit divákům co nejvěrnější pohled na dinosaury, objevilo se i v tomto dokumentů několik chyb a určitých nedostatků. Microraptor nebyl pravděpodobně hnědobílý, nýbrž tmavě modrý až černý, což prokázala pozdější studie v roce 2012 na základě melanosomů. U sinornithosaura jsou jeho údajné jedové kanálky považovány za sporné, protože se na lebce nenalezly žádné dutiny, které by měly spojitost s jedovými kanálky. Mapusaurus nebyl největším masožravým dinosaurem, tím byl Spinosaurus, kterého dokument ukázal již v 1. epizodě Ztracený svět ( Lost World ) ani nemohl kroutit rukama dolů, aniž by je zlomil. Nedokázal by to žádný teropod. Rugops nedosahoval délky 8 metrů, nýbrž 4,4 - 6m. Sarcosuchus nebyl přímý krokodýl, ale crocodylomorph. Série byla také kritizována za nepříliš skvělou hudbu, animaci a také přehnanou naturalizaci, která se snažila prostřednictvím fosilních nálezů do virtuální reality vypadat spíše explicitně brutální, např. scéna, ve které se Carcharodontosaurus a Sarcosuchus snaží navzájem vytrhnout z tlamy mládě Paralititana. I souboj dvou mladých Cacharodontosaurů o teritorium působí v tomto ohledu brutálně. Dnes také víme, že dinosauři nebyli tak hluční, jak se dříve předpokládalo. Tyrannosaurid z pánve Zuni v 6. epizodě se ve skutečnosti jmenoval Suskityrannus.  

## Planet Dinosaur Game
Na BBC One Planet Dinosaur je hra, kde dinosauři jsou v inkubátoru krmeni, dokud nedorostou do 100% velikosti. Jsou zde Spinosaurus, Carcharodontosaurus, Paralitian, Chasmosaurus, Gigantoraptor, Argentinosaurus a další tři dinosauři. Po vykrmení je lze umístit do pravěkého panoramatu.

## Dinosauři v dokumentu
- Carcharodontosaurus
- Spinosaurus
- Rugops
- Ouranosaurus
- Sarcosuchus
- Microraptor
- Gigantoraptor
- Nothronychus
- Saurornithoides
- Epidexipteryx
- Sinraptor
- Jeholosaurus
- Sinornithosaurus
- Alectrosaurus
- Daspletosaurus
- Rahonavis
- Majungasaurus
- Edmontosaurus
- Troodon
- Chasmosaurus
- Centrosaurus
- Stegosaurus
- Allosaurus
- Camptosaurus
- Argentinosaurus
- Unenlagia
- Gasparinisaura
- Mapusaurus
- Skorpiovenator
- Bradycneme
- Magyarosaurus

## Další pravěcí živočichové
- Hatzegopteryx (ptakoještěr)
- Pliosaurus (identifikován jako predátor x)
- Kimmerosaurus (plesiosaur)
- Onchopristis (obří paryba)
- Sarcosuchus (krokodylomorf)
- Xianglong (ještěr)
- různí ptakoještěři
- různí plesiosauři
- různí žraloci
- různí krokodýli